# Tamim bin Hamad Al Thani
Șeicul Tamim bin Hamad bin Khalifa Al Thani (în arabă الشيخ تميم بن حمد آل ثاني; n. 3 iunie 1980, Doha, Ad-Dawhah, Qatar) este emirul statului Qatar. El este al patrulea fiu al anteriorului Emir, șeicul Hamad bin Khalifa Al Thani. A devenit Emir al Qatar la 25 iunie 2013, după abdicarea tatălui său. Averea sa este estimată la 1 trilion de lire sterline, datorită fondurilor de investiții pe care le controlează, băncilor, proprietăților sale, dar mai ales datorită gazului, petrolului și energiei.Deține proprietăți în Anglia, în Maroc, Oman și în alte zone ale lumii, în valoare acumulată de peste 15 miliarde de lire sterline. El deține Qatar Amiri Flight, ce constă în 15 avioane private, Al Lusail Yacht, în valorea de 500 milioane de lire sterline, și complexul roial, unde se află palatul Înălțimii Sale, Lusail Palace, în valoare de 5 miliarde de lire sterline. El a deținut diferite posturi guvernamentale în Qatar și, de asemenea, a lucrat pentru a promova numeroase evenimente sportive în țară. Acesta este de asemenea patronul multor cluburi de fotbal, printre care și Paris Saint-Germain FC, pe scurt PSG.

## Biografie
Tamim bin Hamad s-a născut la 3 iunie 1980 la Doha, Qatar. El este al patrulea fiu al șeicului Hamad bin Khalifa Al Thani, și al doilea fiu al Mozah bint Nasser Al Missned, cea de-a doua soție a șeicului. Tamim a fost educat la școala Sherborne din Dorset, Marea Britanie, pe care a absolvit-o în 1997. A urmat Academia Regală Militară Sandhurst, pe care a absolvit-o în 1998.

### Viața personală
La 8 ianuarie 2005, șeicul Tamim s-a căsătorit cu verișoara sa de gradul doi, Jawaher bint Hamad bin Suhaim al-Thani, fiica șeicului Hamad bin Suhaim Al Thani. Împreună au patru copii – doi fii și două fiice:
- Almayassa bint Tamim Al Thani (n. 2006)
- Hamad bin Tamim Al Thani (n. 2008)
- Aisha bint Tamim Al Thani (n. 2010)
- Jassim bin Tamim Al Thani (n. 2012)

Șeicul Tamim are o a doua soție, Anoud bint Mana Al-Hajri, cu care s-a căsătorit la 3 martie 2009. Ea este fiica lui Mana bin Abdul Hadi Al-Hajri, fost ambasador al Qatar în Iordania. Împreună au doi copii, o fiică și un fiu:
- Nayla bint Tamim Al Thani (n. 2010)
- Abdullah bin Tamim Al Thani (n. 2012)